# Бролі (Каліфорнія)
Бролі (англ. Brawley) — місто (англ. city) в США, в окрузі Імперіал штату Каліфорнія. Населення — 26 416 осіб (2020).

## Географія
Бролі розташоване за координатами 32°58′43″ пн. ш. 115°31′48″ зх. д. / 32.97861° пн. ш. 115.53000° зх. д. (32.978702, -115.529914).  За даними Бюро перепису населення США в 2010 році місто мало площу 19,90 км², уся площа — суходіл. В 2017 році площа становила 21,02 км², уся площа — суходіл.

### Клімат
| Клімат : Бролі                           | Клімат : Бролі | Клімат : Бролі | Клімат : Бролі | Клімат : Бролі | Клімат : Бролі | Клімат : Бролі | Клімат : Бролі | Клімат : Бролі | Клімат : Бролі | Клімат : Бролі | Клімат : Бролі | Клімат : Бролі | Клімат : Бролі |
| Показник                                 | Січ.           | Лют.           | Бер.           | Квіт.          | Трав.          | Черв.          | Лип.           | Серп.          | Вер.           | Жовт.          | Лист.          | Груд.          | Рік            |
| Абсолютний максимум, °C                  | 31,7           | 36,1           | 40,0           | 42,2           | 47,8           | 50,0           | 50,0           | 48,9           | 49,4           | 43,9           | 37,8           | 36,7           | 50,0           |
| Середній максимум, °C                    | 20,8           | 23,2           | 26,1           | 30,0           | 34,5           | 39,4           | 42,0           | 41,4           | 39,1           | 32,9           | 26,0           | 21,1           | 31,4           |
| Середній мінімум, °C                     | 3,8            | 6,2            | 8,7            | 11,8           | 15,4           | 19,3           | 24,0           | 24,3           | 20,8           | 14,3           | 7,8            | 4,0            | 13,4           |
| Абсолютний мінімум, °C                   | −15,6          | −15            | −2,2           | 1,7            | 4,4            | 9,4            | 12,8           | 15,0           | 10,0           | −12,2          | −3,3           | −6,7           | −15,6          |
| Норма опадів, мм                         | 10             | 10             | 7              | 3              | 1              | 0              | 1              | 8              | 6              | 6              | 4              | 12             | 67             |
| ---------------------------------------- | -------------- | -------------- | -------------- | -------------- | -------------- | -------------- | -------------- | -------------- | -------------- | -------------- | -------------- | -------------- | -------------- |
| Джерело: Western Regional Climate Center |                |                |                |                |                |                |                |                |                |                |                |                |                |

## Демографія
Згідно з переписом 2010 року, у місті мешкали 24 953 особи в 7623 домогосподарствах у складі 6035 родин. Густота населення становила 1254 особи/км².  Було 8231 помешкання (414/км²).
Расовий склад населення:
| - 54,4 % — білих - 2,0 % — чорних або афроамериканців - 1,4 % — азіатів - 1,0 % — корінних американців - 0,1 % — вихідців з тихоокеанських островів - 37,1 % — осіб інших рас |

До двох чи більше рас належало 4,0 %. Частка іспаномовних становила 81,5 % від усіх жителів.
За віковим діапазоном населення розподілялося таким чином: 32,6 % — особи молодші 18 років, 57,3 % — особи у віці 18—64 років, 10,1 % — особи у віці 65 років та старші. Медіана віку мешканця становила 30,2 року. На 100 осіб жіночої статі у місті припадало 94,3 чоловіків;  на 100 жінок у віці від 18 років та старших — 90,2 чоловіків також старших 18 років.
Середній дохід на одне домашнє господарство  становив 54 234 долари США (медіана — 37 637), а середній дохід на одну сім'ю — 60 070 доларів (медіана — 42 795). Медіана доходів становила 45 000 доларів для чоловіків та 33 228 доларів для жінок. За межею бідності перебувало 25,2 % осіб, у тому числі 32,2 % дітей у віці до 18 років та 17,5 % осіб у віці 65 років та старших.
Цивільне працевлаштоване населення становило 8396 осіб. Основні галузі зайнятості: освіта, охорона здоров'я та соціальна допомога — 26,4 %, сільське господарство, лісництво, риболовля — 11,6 %, публічна адміністрація — 11,1 %.